# Hans Jungbluth
Hans Jungbluth (Düsseldorf, 14 de novembro de 1894 – Karlsruhe, 14 de abril de 1966) foi um engenheiro alemão.

## Vida
Hans Jungbluth estudou engenharia na Universidade Técnica da Renânia do Norte-Vestfália em Aachen, onde obteve um doutorado e a habilitação.
Em 1943 tornou-se professor de tecnologia mecânica na Technische Hochschule Karlsruhe, sucessor de Arthur Kessner (1879–1941). Em 1947/1948 foi reitor. Aposentou-se em 1965.

## Publicações
- com Paul A. Heller (1893–1963): Die Wandstärkenempfindlichkeit getrennt gegossener Gußeisenproben und ihre Beziehung zur chemischen Zusammensetzung; 1938
- com Heinz Korschan: Das Schmelzen im Kupolofen; 1938
- com Franz Hiekel: Die metallischen Werkstoffe
- Die chemische Zusammensetzung des grauen Gußeisens und seine Zugfestigkeit; 1955
- Vom Maurer-Diagramm zum Collaud-Schaubild; Neue Hütte 4 (1959), Nr. 5, S. 267/276